# Westhill
Westhill ist eine Stadt in Aberdeenshire, Schottland mit 10.984 Einwohnern (Stand 2011).

## Geschichte
Die im Umland Aberdeens gelegene Plansiedlung wurde 1968 als Pendlersiedlung gegründet. Sie entwickelte sich vornehmlich in den 1970er Jahren während der verstärkten Ausbeutung der schottischen Ölfelder. Westhill ist mit der Öl- und Holzindustrie verbunden.